# سولون بي. مور
سولون بي. مور (بالإنجليزية: Solon B. Moore)‏ هو مهندس معماري أمريكي، ولد في 17 مايو 1872، وتوفي في 16 يناير 1930.